# Кремона, Мэттью
Мэттью Кальеха Кремона (мальт. Matthew Calleja Cremona; род. 14 сентября 1994) — мальтийский футболист, вратарь клуба «Хибернианс» и национальной сборной Мальты.

## Клубная карьера
Начал карьеру в 2010 году в составе клуба «Пембрук Атлета». Вместе с командой добился выхода из третьего дивизиона во второй дивизион Мальты. В середине сезона 2014/15 на правах аренды перешёл во «Флориану». В чемпионате Мальты дебютировал 31 января 2015 года в матче против «Таршин Рэйнбоус» (1:1). Летом 2016 года вернулся в «Пембрук Атлета». Спустя год стал игроком «Сент-Эндрюса», где играл в течение двух лет.
В июле 2019 года подписал контракт с клубом «Хибернианс». 27 августа 2020 года дебютировал в еврокубках, сыграв в матче квалификации Лиги Европы против лихтенштейнского «Вадуца» (2:0).

## Карьера в сборной
Являлся игроком молодёжной сборной Мальты до 21 года. Кремона проходил по делу о причастности к договорным матчам в составе молодёжной сборной Мальты, однако в итоге УЕФА закрыло дело без применения каких-либо санкций.
В 2020 году был впервые заявлен на матч национальной сборной Мальты.